# Княжни Гагаріни
«Княжни Гагаріни» — портрет сестер, княжон Анни та Варвари Гагаріних, що створив на початку 19 ст. художник Володимир Боровиковський (1757—1825).
Батько княжон Гагаріних зробив вдалу кар'єру ще за часів Катерини II. А з боку матері він був родичем самих Скавронських і мав значні статки. Великі статки і наближеність до вельможних родин надали можливість подорожі до Західної Європи разом з багатіями Шеремєтєвим М.П. та Куракіним О.Б. 
Гагарін Г.П. зберіг вдалі кар'єрні позиції і при зміні імператорів на троні у 1796 р. Цар Павло І звільнив багатьох вельмож, наближених до Катерини II, стосунки з якою у Павла були ворожими. Князь Гагарін звільнення вдало оминув. Стабільний матеріальний стан дозволив Гагаріним вести розкішний спосіб життя і при Павлі,  навіть борги Гагаріна сягали 300.000. Розкішний спосіб життя - це і бали, і модні забави, і модні портретисти. Саме у цей час наймоднішим портретистом став Володимир Боровиковський. Його і запросили портретувати дітей Гагаріна. 

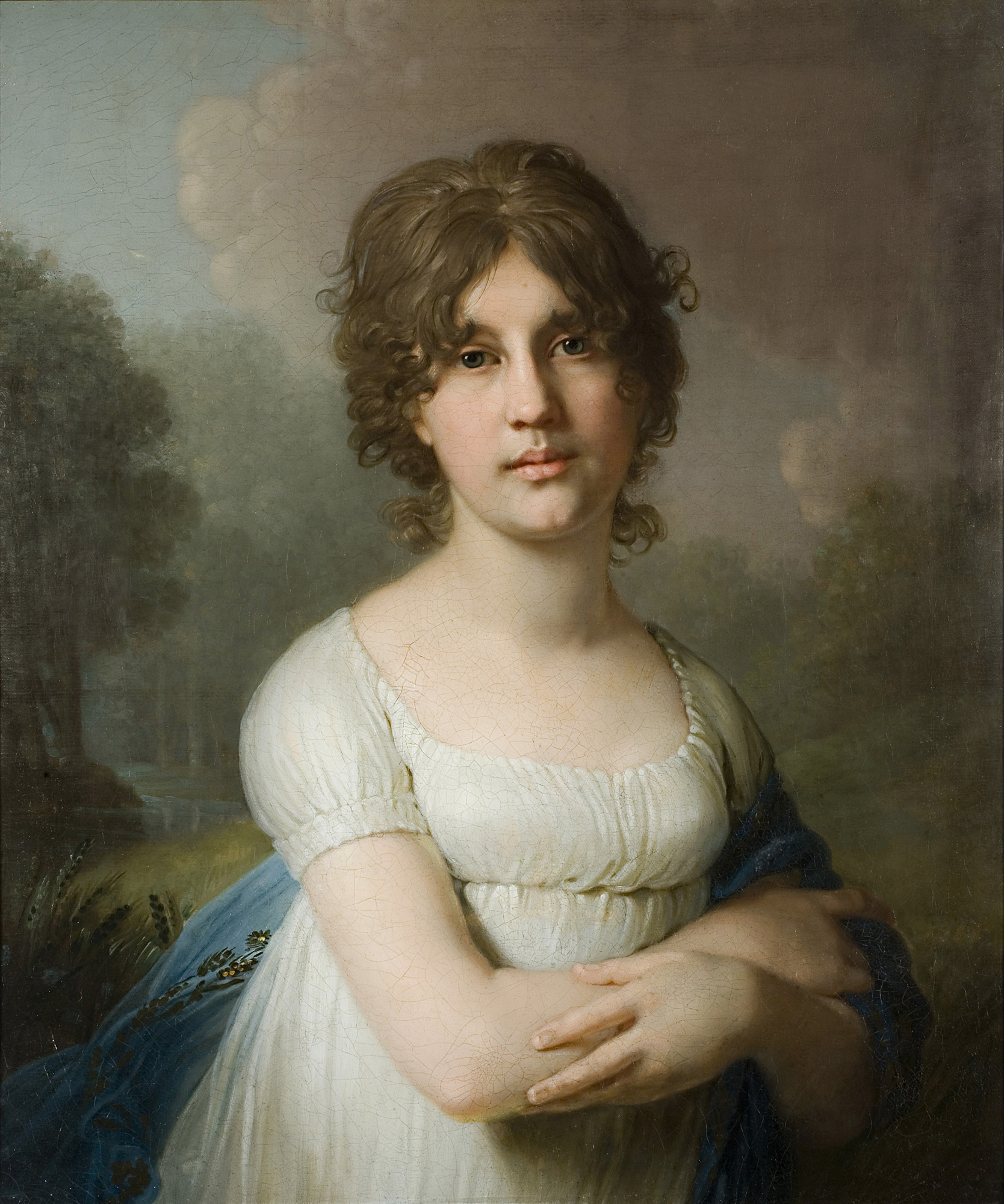
Княжна Катерина Гагаріна, 1801 р.

Ще у 1801 р. художник створив портрет княжни Катерини Гагаріної, четвертої дочки князя. Портрет традиційний за композицією для Боровиковського — молода особа в модній сукні доби ампір на тлі пейзажу. Портрет сподобався і художнику замовили портрет ще двох дочок. Але майстер вирішив поєднати їх на одному полотні. 
Ще на початку розвитку російського світського портрету з'явилися перші зразки подвійного дворянського портрету, іноді це навіть пан з власним слугою. Є зразки подвійного портрету і в творчості Левицького Дмитра Григоровича. Частка портретів смолянок — молоденьких дворянок з привілейованого навчального закладу Смольний інститут — це подвійний портрет. Але цей жанр вимагав сюжетно пов'язати двох осіб. У Левицького смолянки зайняті демонстрацією своїх здібностей, танцю або театральними ролями.
Боровиковський на невеличкому полотні подав княжен Гагаріних за співом та музикою. Анна грає на гітарі, а Варвара підспівує, тримаючи в руці нотний аркуш. Спів і музика вважалися добропорядним дозвіллям для панських дочок, часто ігноруючи і відсутність у тих слуху, і відповідних музичних здібностей. Адже дворянські діти мали поверхневу освіту, поверхнево наслідували європейську культуру, запозичивши часто лише модні зразки. Винятків було небагато.
Індиферентна характеристика в портреті княжни Катерини - в подвійному портреті княжон замінена Боровиковським на більш реалістичну і конкретну. Так, Варвара виглядає більш хворобливою і примхливою, тоді як Анна, що грає на гітарі - більш цілеспрямована. З подальшої історії відомо, що саме Анна, більш розчарована у світському способі життя, дорослою прийме постриг і стане чорницею. Людина невпинно змінюється протягом життя. Але їх молоді літа, їх молоді надії добре зафіксував майстерний пензель Боровиковського.  